# الضوء المضاد
الضوء المضاد (بالإنجليزية: *Gegenschein* ؛ أحيانًا يُترجم "التوهج المضاد") هو توهج سماوي خافت يظهر في السماء ليلًا مقابل موقع الشمس تمامًا، أي عند النقطة المضادة لها في السماء. يُعزى السبب إلى انعكاس ضوء الشمس من الغبار بين الكوكبي المنتشر في مستوى النظام الشمسي، حيث يكون الضوء في هذه النقطة منعكسًا بشكل مباشر باتجاه الأرض.

## الخصائص
- يظهر الضوء المضاد كبقعة خافتة، يبلغ قطرها حوالي 8–10 درجات، وتُلاحظ في السماء المظلمة الخالية من التلوث الضوئي.
- أكثر وضوحًا في الليالي الصافية القمرية، حين تكون الشمس تحت الأفق وتكون نقطة التوهج في السماء العليا.

## آلية التكوّن
ينشأ نتيجة **تشتت الضوء المرتد مباشرة (backscattering)** من حبيبات غبار صغيرة منتشرة في المستوى المداري للنظام الشمسي. عند وقوع الأرض في خط مستقيم بين الشمس وهذه الحبيبات، يظهر الضوء بأقصى سطوعه في تلك النقطة المقابلة للشمس.

## تاريخ الاكتشاف
رُصد لأول مرة في القرن التاسع عشر، ويعود التوثيق العلمي الأبرز للعالم الدنماركي **ثيودور برورسن** عام 1854، الذي وصف الظاهرة بدقة ضمن سلسلة مشاهداته الفلكية.

## الأهمية العلمية
- يساهم في دراسة الغبار الكوني وتركيبه.
- يساعد العلماء على فهم كيفية تفاعل الضوء مع الأجسام الدقيقة في الفضاء.
- يرتبط ارتباطًا وثيقًا بـضوء البروج الذي يظهر على طول مسار الشمس.

## المراقبة
لرؤية الضوء المضاد، يحتاج الراصد إلى:
- سماء مظلمة وخالية من التلوث الضوئي.
- وقت متأخر من الليل عندما تكون الشمس أسفل الأفق.
- موقع جغرافي منخفض الرطوبة والضباب.